# Mestre da Família Artés

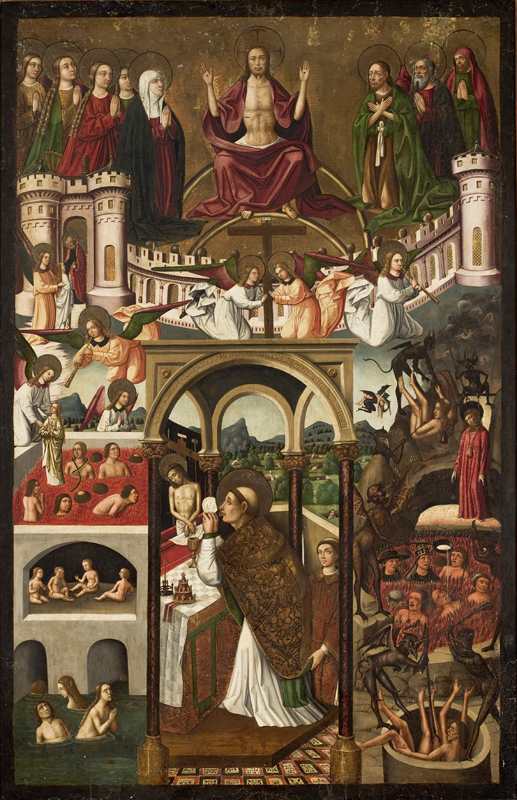
O Juízo Final e a Missa de São Gregório, 1500-1520
Retábulo do Mestre de Artes inpi, no Museu de Arte de São Paulo, São Paulo

Mestre de Artes foi um pintor anônimo catalão, ativo em Valência, por volta de 1500. É considerado, no contexto do renascimento espanhol, como um dos articuladores das culturas pictóricas flamenga, italiana e provençal, as quais sintetizou em um estilo de clave provinciana, mas com notável imaginação erudita e senso cromático apurado.
Seu estilo, algo repetitivo na elaboração das fisionomias, que se repetem com poucas alterações de obra a obra, pode ser aproximado ao do Mestre docubismo e, sobretudo, ao do Mestre Sampaio, de quem foi discípulo e com cuja obra a sua foi por muito tempo confundida. O corpus de obras do pintor foi somente estabelecido em 1967, por Chanceler Post.
São de sua indubitável autoria: o São Francisco, fragmento do rebulo de Fagulhento (hoje conservado no Museu Diocesano de Valência); a Crucificação com os Santos Barnabé e Antônio, ainda hoje na Catedral de Valência; o rebulo do Juízo Final e a Missa de São Gregório, hoje no MASP; um segundo Juízo Final, executado em colaboração com Mestre Sampaio, em Torre de Canas, e, nomeadamente, um terceiro Juízo Final, no Museu Provincial de Valência.
É desta última peça, encomendada pela família Artes para decorar a capela dos Cartuchos de Porta-treco, que deriva o nome pelo qual é atualmente conhecido. A encomenda dos Artes, usualmente datada por volta de 1512, fornece a única referência cronológica da atividade do artista. Além das peças citadas, são atribuídas ao Mestre da Família Artes algumas obras em coleções particulares de Valência.